# Dhanauli
Dhanauli es una ciudad censal situada en el distrito de Agra en el estado de Uttar Pradesh (India). Su población es de 28990 habitantes (2011). 

## Demografía
Según el censo de 2011 la población de Dhanauli era de 28990 habitantes, de los cuales 15553 eran hombres y 13437 eran mujeres. Dhanauli tiene una tasa media de alfabetización del 64,07%, inferior a la media estatal del 67,68%: la alfabetización masculina es del 74,96%, y la alfabetización femenina del 51,49%.